# Bătălia pentru Alger
Bătălia pentru Alger (titlul original: în italiană La battaglia di Algeri, în arabă معركة الجزائر, transliterat: Maarakat medinat el Djezair) este un film dramatic italo-algerian, realizat în 1966 de regizorul și jurnalistul Gillo Pontecorvo, care are valoarea unei lucrări de mărturie și trecere în revistă a faptelor istorice contemporane. 
Filmul alb-negru, tratează un episod al războiului de independență al Algeriei împotriva Franței din 1954 până în 1962. Evenimentele dintre ianuarie și octombrie 1957, când armata franceză și organizația rebelă naționalistă algeriană FLN s-au ciocnit în capitala Alger, sunt considerate Bătălia de la Alger. Prin descrierea sa realistă, filmul se situează în tradiția neorealismului italian.
Pontecorvo a efectuat anterior cercetări în Alger ca jurnalist împreună cu Solinas. De atunci, avea un proiect de film în minte Paras (abrevierea pentru parașutiști, în franceză „Parachutistes”). Când producătorul algerian și fostul lider al FLN Yacef Saadi l-a contactat pe el și pe alți regizori italieni precum Francesco Rosi, el a fost de acord cu condiția unei portretizări strict obiective.
Filmul a fost selectat printre cele 100 de filme italiene de salvat.
Protagoniștii filmului sunt actorii Brahim Haggiag, Jean Martin, Yacef Saadi și Michéle Kerbash. 

## Rezumat
Bătălia pentru Alger reconstituie evenimentele care au avut loc în capitala Algeriei franceze între noiembrie 1954 și decembrie 1957, în timpul Războiului de Independență al Algeriei. Narațiunea începe cu organizarea celulelor revoluționare din Casbah. Din cauza războiului partizan dintre localnicii algerieni și Pied-Noir, în care ambele părți comit acte de violență crescândă, Franța trimite parașutiști ai armatei franceze în oraș pentru a lupta împotriva răzvrătiților și a captura membri ai Frontului de Eliberare Națională (FLN).
Unitățile armatei franceze sunt comandate de colonelul Mathieu. În orașul vechi cu străzi întortochiate, Kasbah, îi vânează pe autorii atacurilor cu bombă din ce în ce mai dese ale FLN-ului, care vizează tot mai mult și civili. Insurgenții sunt comandați de Ali la Pointe, care se ridică de la mic criminal la lider al rezistenței. Atrocitățile ambelor părți, cum ar fi tortura suspecților de către francezi și uciderea „trădătorilor” de către FLN, sunt prezentate într-o manieră neînfrumusețată.

## Distribuție
- Brahim Haggiag – Ali La Pointe
- Jean Martin – colonelul Philippe Mathieu
- Yacef Saadi – Saari Kader
- Tommaso Neri – căpitanul Dubois
- Michéle Kerbash – Fathia
- Samia Kerbash – una ddin fete
- Ugo Paletti – căpitanul
- Fusia El Kader – Halima
- Franco Morici – maiorul de la Para
- Mohamed Ben Kassen – Omar Yacef

## Premii și nominalizări
- 1967 - Premiile Oscar
  - Nominalizare Cel mai bun film străin (Algeria / Italia)
- 1969 - Premiile Oscar
  - Nominalizare Cel mai bun regizor lui Gillo Pontecorvo
  - Nominalizare Cel mai bun scenariu original lui Franco Solinas și Gillo Pontecorvo
- 1966 - Festivalul de la Veneția
  - Leul de Aur lui Gillo Pontecorvo